# Lahnajärvi (sjö i Ilomants, Norra Karelen)
Lahnajärvi är en sjö i kommunen Ilomants i landskapet Norra Karelen i Finland. Sjön ligger 176 meter över havet. Den är 1,9 meter djup. Arean är 57 hektar och strandlinjen är 5,6 kilometer lång. Sjön  ingår i Vuoksens huvudavrinningsområde.   Den ligger omkring 97 kilometer öster om Joensuu och omkring 460 kilometer nordöst om Helsingfors. 
I sjön finns öarna Kukkulasaari, Valkamasaari och Talassaari. Öster om Lahnajärvi ligger Virmajärvi. 